# GrupIREF
El Grup d'Innovació i Recerca per a l'Ensenyament de la Filosofia o GrupIREF és una associació sense ànim de lucre, que va néixer l'any 1987 i que promou el projecte Filosofia 3/18 a Catalunya a través de la formació de professors i l'elaboració i difusió de materials educatius. Aquest projecte és un currículum que vol reforçar les habilitats de pensament dels estudiants de 3 a 18 anys, sempre partint de la filosofia per impulsar i enfortir la capacitat reflexiva.

## Descripció
El referent és el moviment conegut internacionalment com a Philosophy for Children creat a finals dels anys 60 per Matthew Lipman. El grup s'ha ocupat de la traducció i adaptació de part del currículum original i de la creació de nous programes, així com de la seva divulgació i de la formació dels ensenyants. Les activitats que es duen a terme tenen a veure amb entendre, parlar, llegir i escriure.
El currículum s'ha enriquit amb elements cinematogràfics per tal complementar i arrencar la reflexió. Les persones del col·lectiu consideren que el cinema genera valors en el fons i en la forma, reproduint mons i esdevenint mirall de realitats que no es veurien des de les perspectives habituals.

## Història
El 2004 unes 2000 persones treballaven en el projecte, que arribava a 300 entitats educatives entre escoles i institutis, públics i privats, arribant a 25.000 alumnes catalans, a part dels d'altres indrets com Argentina, Brasil o Mèxic.
El grup ha signat convenis amb el Departament d'Ensenyament de la Generalitat de Catalunya per fer formació del professorat, amb la Universitat de Girona, amb qui coordina el Màster Filosofia 3 /18 en línia i ha tingut distints convenis amb diverses institucions catalanes com ara: el Mnac i els Serveis educatius de la Fundació la Caixa. Ha col·laborat en diversos projectes europeus. El grup organitza cursos de formació, assessoraments, tallers, conferències i edita el Butlletí filosofia 3/18.